# Hemistoma minutissima
Hemistoma minutissima é uma espécie de gastrópode  da família Hydrobiidae.
É endémica da Austrália.